# 東京テレビランド
株式会社東京テレビランド（英: TOKYO TV LAND CO.,LTD）は、テレビショッピングや、インターネットにおける通信販売業とテレビ番組の制作・企画を行っている企業である。ジェイ・エスコムホールディングス株式会社の100%子会社。

## 沿革
- 1985年8月 （旧）株式会社東京テレビランド設立
- 1992年10月 「痛快!買い物ランド」を地上波で開始
- 1994年 ネットでの通信販売を開始
- 1997年6月 増資（オリックスキャピタル他）
- 2003年11月 携帯関連事業会社インデックスの傘下に入る
- 2009年 NISインキュベーション・ファンド1号投資事業組合への株式譲渡によりインデックスグループを離脱[2][3]
- 2017年4月 株式会社東京テレビランド（旧社、株式会社メロスコスメティックスの連結子会社）のテレビショッピング事業並びに通信販売事業を、ジェイ・エスコムホールディングス株式会社が同年3月に設立した株式会社東京テレビランド（新社）へ譲渡。旧：株式会社東京テレビランドは株式会社クリエイティブランドへ商号変更（クリエイティブランド自体は2017年8月にジャック・インベストメントに吸収合併され解散）[4][5]。

## 主なブランド・番組名
- 痛快!買い物ランド ショップ島
- ショップ・マニフィカ